# 遂寧縣
遂寧縣位於四川省北部，是四川省已撤銷的一個千年古縣。始置於唐景龍元年。

## 歷史沿革
唐中宗景龍元年，分遂州青石縣增置遂寧縣，治所設今潼南縣下縣壩（大佛壩）。元至元十九年並青石、遂寧二縣入小溪縣。後改遂寧府為州。明玉珍時期，並小溪縣入遂寧州。明洪武九年（1376），降遂寧州為遂寧縣，隸屬潼川州。順治十年併入蓬溪縣，順治十六年復置，1985年5月被撤銷改置遂寧市。